# Club de Radio Aficionados de El Salvador
Der Club de Radio Aficionados de El Salvador (CRAS) ist der salvadorianische Dachverband zur Förderung des Amateurfunks auf allen ihm zustehenden Frequenzbändern und in allen zugelassenen Sendearten in El Salvador.

## Zweck
CRAS ist eine staatlich anerkannte Non-Profit-Organisation für Funkamateure in El Salvador, Mitglied der International Amateur Radio Union in der IARU Region 2 und Mitglied der Federación de Radioaficionados de Centroamérica (FRACAP).
Gegründet wurde der CRAS am 24. Juni 1958 und von der Regierung am 9. Oktober 1959 genehmigt (Diario Oficial (Amtsblatt) No. 185).
Zweck des CRAS ist es, den Amateurfunk zu fördern und Notfunk bei Katastrophenfällen bereitzustellen. Die Organisation unterhält ein eigenes QSL-Büro und pflegt regelmäßige Kommunikation mit Funkamateuren im Ausland und mit den Behörden. Der derzeitige Präsident ist José Arturo Molina Saldaña, Amateurfunkrufzeichen YS1MS. Die Zentrale des CRAS befindet sich in der Colonia Lomas de San Francisco in San Salvador auf einer Anhöhe 794 msnm. Im Zentralgebäude der CRAS-Verwaltung befindet sich auch ein Amateurfunkmuseum.

## Notfunk
Eine besondere Bedeutung nimmt der CRAS mit seinem Netzwerk zur Notfall-Kommunikation bei Katastrophenfällen in El Salvador ein. El Salvador ist anfällig für Naturkatastrophen, insbesondere Erdbeben, und die CRAS ist in den Fällen, in denen herkömmliche Kommunikation nicht mehr funktioniert, die Basis für die Koordination der Hilfeleistungen.
Der CRAS wurde zum wichtigsten Partner der Rettungskräfte durch die Unterstützung der Behörden, des Roten Kreuzes, der Feuerwehr und des Comité de Emergencia Nacional beim Aufbau von Nachrichtenverbindungen beim Erdbeben am 3. Mai 1965, im Oktober 1982 sowie im Oktober 1986 und während der Erdbeben im Januar 2001 und im Februar des gleichen Jahres. Der CRAS stellte die drahtlose Verbindung mit Notstromversorgung her um Medikamente, Trinkwasser und Verpflegung zu organisieren, um Angehörige der vermissten Personen zu benachrichtigen oder auch um Nachrichten von Todesfällen zu übermitteln. Zu diesem Zweck betreibt der CRAS ein digitales und analoges Notfunknetz über Relaisstationen und Kommunikationssatelliten im VHF- und UHF-Band-Bereich. Die Standorte der Notfunkanlagen gewährleisten eine vollständige Abdeckung des Territoriums. Die internationale Hilfe wird über Kurzwellenstationen organisiert. CRAS ist Teil des zentralamerikanischen Netzwerks von Regierungsbehörden, das als Notfall-Koordinationsstelle zur Verhütung von Naturkatastrophen in Mittelamerika (CEPREDENAC)  im Jahre 1993 im Rahmen des Zentralamerikanischen Integrationssystems (SICA) gegründet wurde und ist in der nationalen Organisation des Katastrophenschutzes  Protección Civil El Salvador einbezogen.
Am 4. November 2012 wurde mit dem Dachverband Radio Club Uruguayo ein Abkommen zur länderübergreifenden Katastrophenhilfe getroffen.